# Sacha Theocharis
Sacha Theocharis (Bron, 19 novembre 1990) è uno sciatore freestyle francese, specialista nelle gobbe.

## Biografia
In Coppa del Mondo ha esordito il 15 dicembre 2010 a Méribel (34ª).
Nel 2018 ha preso parte ai XXIII Giochi olimpici invernali a Pyeongchang venendo eliminato nel secondo turno della finale e classificandosi nono nella gara di gobbe.

## Palmarès

### Coppa del Mondo
- Miglior piazzamento in classifica generale: 11ª nel 2017.
- 1 podio:
  - 1 secondo posto.